# Pojemność łowiska
Pojemność łowiska, pojemność żerowa łowiska, pojemność wyżywieniowa łowiska - ustalona, maksymalna liczba osobników poszczególnych gatunków zwierzyny płowej, w danym biotopie, nie powodująca szkód gospodarczych. Przy takim pogłowiu zwierzyna znajduje optymalne warunki bytowania – odpowiednią ilość pokarmu i wystarczająco wiele miejsc na schronienie i rozmnażanie. Pojemność łowiska ustala się w tzw. jednostkach jelenich (j.j.) na 1000 ha. Szkody gospodarcze określa się jako uszkodzenie więcej niż 20% danej biomasy roślinnej.
Na podstawie znajomości zapotrzebowania energetycznego jeleniowatych przyjęto następujące przeliczniki jednostek jelenich:
- 1 jednostka jelenia (1 j.j.) = 1 jeleń
- 1 jeleń = 0,5 łosia (1 łoś wykazuje zapotrzebowanie jak 2 jelenia)
- 1 jeleń = 2 jelenie sika
- 1 jeleń = 0,3 żubra
- 1 jeleń = 2 daniele
- 1 jeleń = 5 saren.

W zależności od siedliska (dostępnego w nim pokarmu) pojemność łowiska może się wahać od do 24 do 45 jednostek jelenia na 1000 ha.
Znacznie więcej trudności napotyka określenie pojemności łowiska w stosunku do dzika, bowiem obecnie, bardzo często wykorzystuje on biotop polny. Dla dzika nie wyznacza się pojemności łowiska. Istnieją jednak pewne dopuszczalne liczebności tego gatunku.